# Kràsnaia
Kràsnaia (en rus: Красная) és un poble del krai de Krasnoiarsk, a Rússia, que en el cens del 2010 tenia 514 habitants. Pertany al districte de Balakhtà.